# Lomito
El lomito o sándwich de lomo es un sándwich típico de las gastronomías argentina y chilena.

## Origen
El origen de este sándwich no está claro, debido a que muchas localidades se han atribuido su creación. Mientras algunos sostienen que la sabrosa combinación de cortes de carne de cerdo entre dos rebanadas de pan surgió en Alemania, otros aseguran que esta se creó en tierras argentinas.
En Chile se sugiere que fue inventado en la Fuente Alemana de Santiago como homenaje a la inmigración alemana del país.

## Descripción

### Argentina

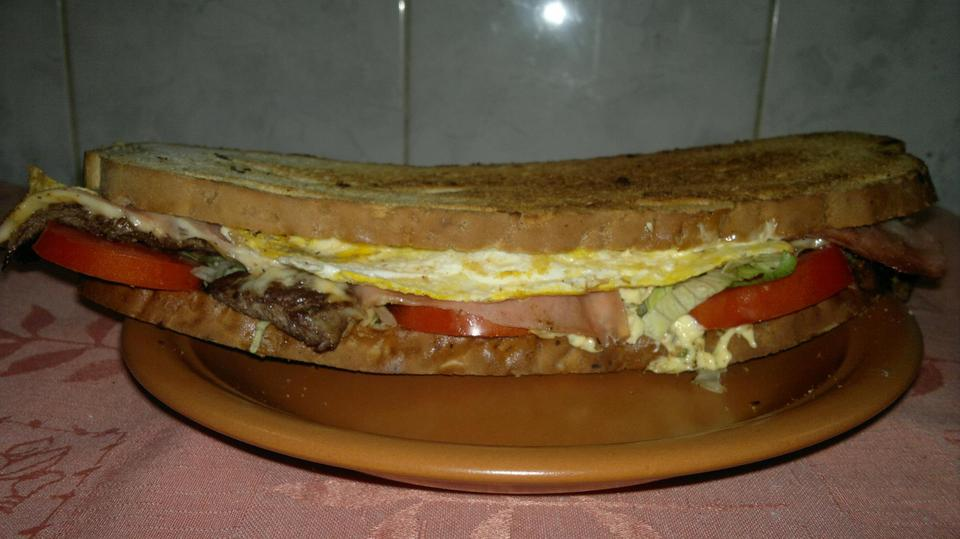
Lomito mendocino.

Su forma habitual de consumo consiste en un filete de lomo de ternera, queso, jamón, huevo frito, tomate, lechuga y aderezos varios como mostaza, o mayonesa entre dos panes de lomo y de forma rectangular; muchas veces el pan se tuesta para evitar que la humedad de los ingredientes lo moje. En la provincia de Santiago del Estero se destaca una variedad propia de este sándwich, en cuya preparación se utiliza un pan especial (conocido como «sanguchero»; mezcla entre el pebete y el pan francés), el mismo que se utiliza para el sándwich de milanesa local; este pan también es tostado ligeramente instantes antes de la preparación del sándwich, dándole así una consistencia algo crocante.
En la provincia de San Juan existe la variedad conocida como pachata, que consiste en el reemplazo de pan tipo ciabatta (chapata en español y de ahí el nombre pachata) por el pan francés.